# Neznaniv, Kameanka-Buzka
Neznaniv (în ucraineană Незнанів) este localitatea de reședință a comunei Neznaniv din raionul Kameanka-Buzka, regiunea Liov, Ucraina.

## Demografie
Componența lingvistică a localității Neznaniv
     Ucraineană (99,76%)
     Alte limbi (0,12%)
Conform recensământului din 2001, majoritatea populației localității Neznaniv era vorbitoare de ucraineană (99,76%), existând în minoritate și vorbitori de alte limbi.